# Daniela Souza
Pour les articles homonymes, voir Souza.
Daniela Paola Souza Naranjo, née le 27 août 1999 à Zapopan, est une taekwondoïste mexicaine.

## Biographie
Daniela Souza est médaillée d'or dans la catégorie des moins de 49 kg aux Jeux d'Amérique centrale et des Caraïbes de 2018 à Barranquilla ainsi qu'aux Jeux panaméricains de 2019 à Lima.
Elle obtient la médaille de bronze dans la même catégorie aux Championnats du monde féminins de taekwondo 2021 à Riyad puis la médaille d'or aux Championnats du monde de taekwondo 2022 à Guadalajara.